# 820'erne f.Kr.
Århundreder: 10. århundrede f.Kr. – 9. århundrede f.Kr. – 8. århundrede f.Kr.
Årtier: 870'erne f.Kr. 860'erne f.Kr. 850'erne f.Kr. 840'erne f.Kr. 830'erne f.Kr. – 820'erne f.Kr. – 810'erne f.Kr. 800'erne f.Kr. 790'erne f.Kr. 780'erne f.Kr. 770'erne f.Kr.
År: 829 f.Kr. 828 f.Kr. 827 f.Kr. 826 f.Kr. 825 f.Kr. 824 f.Kr. 823 f.Kr. 822 f.Kr. 821 f.Kr. 820 f.Kr.

## Begivenheder
- 825 f.Kr. – Takelot II ag Egypten dør. Kronprins Osorkon III og Shoshenq III kæmper om tronen.
- 823 f.Kr. – Shamshi-Adad V overtager tronen i Assyrien efter sin far Shalmaneser III.

## Personer

### Fødsler
- 829 f.Kr. – Pedubast I, konge af Egypten

### Dødsfald
- 823 f.Kr. – Shamaneser III, Konge af Assyrien
- 820 f.Kr. – Belus II, Konge af Tyrus